# Teatro Whitefriars
El Whitefriars Theatre (Teatro Whitefriars) fue un teatro en el Londres jacobino, que existió desde 1608 hasta los años 1620—más allá de esta fecha sólo sobrevive información limitada y contradictoria.
El distrito de Whitefriars quedaba en el exterior de las murallas de la ciudad medieval de Londres, hacia el oeste; su nombre provenía de un priorato de frailes carmelitas ("frailes blancos" debido a sus característicos hábitos) que existió en el lugar antes de la disolución de los monasterios acordada por Enrique VIII. Hasta 1608 el distrito de Whitefriars era una entidad local de la City, más allá del control directo del alcalde de Londres y los miembros de la corporación; como tal, tendía a atraer elementos de la sociedad que tenían interés en eludir y resistirse a la autoridad. Como los actores: hay una sola referencia a un teatro en Whitefriars que fue suprimido en algún momento del reinado de Isabel I. 
En 1608, Michael Drayton y Thomas Woodford alquilaron la mansión del antiguo monasterio a Lord Buckhurst, durante siete años. Construyeron lo que entonces se llamó un teatro "privado" (opuesto a los grandes teatros "públicos" como el Globe) en el refectorio o salón del edificio. El nuevo teatro fue ocupado al principio por los King's Revels Children durante la breve vida de esa compañía. En 1609 su lugar fue ocupado por los Children of the Queen's Revels; esta compañía interpretó obras de Nathaniel Field como A Woman is a Weathercock y Amends for Ladies allí, así como las de Ben Jonson Epicene, la de George Chapman The Revenge of Bussy D'Ambois, y la de Beaumont y Fletcher The Scornful Lady, la de John Marston The Insatiate Countess, y la de Robert Daborne A Christian Turned Turk.
Los Queen's Revels Children se unieron en 1613 a los Lady Elizabeth's Men. La intención pudo ser crear una compañía combinada para usar Whitefriars como teatro de invierno y el Cisne como local de verano, como hacían los King's Men con el Blackfriars Theatre y el Globe.
Pero Philip Rosseter, el mánager de la compañía Queen's Revels, perdió su arrendamiento del Whitefriars en 1614 y fue incapaz de renovarlo. La compañía conjunta se dividió de nuevo, y en octubre de 1614 los Lady Elizabeth's Men estaban en el recientemente abierto Hope Theatre al sur del Támesis. En 1615 los actores del Queen's Revels se trasladaron al teatro Porter's Hall, en Rosseter, de breve existencia, y después desaparecieron. Después de este momento, la historia del teatro Whitefriars se oscurece; la compañía de los Prince Charles's Men puede que usaran el teatro, aunque también actuaban en el Hope. Una referencia de 1616 se refiere al lugar como pobremente amueblado y con daños por la lluvia. En 1621 el casero del edificio, Sir Anthony Ashley, "echó a los intérpretes."
En 1629 el Whitefriars fue sustituido por el Salisbury Court Theatre, que estaba ubicado al otro lado de Water Lane. Para añadir otro elemento a esta confusión póstuma, el Salisbury Court Theatre a veces era mencionado como el Whitefriars en años posteriores, como en el diario de los años 1660 de Samuel Pepys.